# Konklave 1689

Wappenmuster des Kardinalkämmerers während der Sedisvakanz

Das Konklave von 1689 wurde nach dem Tod von Papst Innozenz XI. einberufen. Es führte zur Wahl von Pietro Vito Ottoboni als Papst Alexander VIII. Das Konklave sah den Zusammenschluss früherer Fraktionen, denen die zahlenmäßige Stärke fehlte, und den Aufstieg der Zelanti als politische Kraft bei der Wahl des nächsten Papstes. Ottoboni wurde schließlich einstimmig mit der Zustimmung der weltlichen Monarchen und als erster Venezianer seit über 200 Jahren zum Papst gewählt.

## Hintergrund
Die zentrale politische Frage bezüglich des Papsttums während des Pontifikats von Innozenz XI. war die diplomatische Spannung zwischen dem Papsttum und der französischen Monarchie über das Droit de régale, den behaupteten Anspruch französischer Monarchen auf das Einkommen von Diözesen während eines Interregnums zwischen dem Tod eines Bischofs und der Installation eines neuen. Als Antwort auf eine Päpstliche Bulle von Innozenz, der diese Praxis verurteilte, hielten die Franzosen 1682 eine nationale Synode ab, die dieses Recht des Königs bestätigte. Innozenz weigerte sich im Gegenzug, neue französische Bischöfe zu bestätigen, so dass bis 1688 35 Vakanzen entstanden waren. Ludwig XIV. reagierte wiederum, indem er das päpstliche Territorium Avignon besetzte.
Innerkirchlich hatte Innozenz lange mit der Ernennung neuer Kardinäle gewartet, bis 1681, fünf Jahre nach seiner Wahl, um erste Erhebungen zu verkünden, 16 Kardinäle, die alle aus Italien stammten. Dies führte zu Missstimmung unter den katholischen Monarchen, weil ohnehin zu dieser Zeit nur wenige Nicht-Italiener im Kardinalskollegium waren. Bei seiner nächsten Ernennungsrunde 1686 waren unter 27 neuen Kardinälen zwölf Nicht-Italiener, darunter ein Franzose. Insgesamt ernannte er während seines Pontifikats 43 Kardinäle, obwohl 52 gestorben waren.

## Konklave
Innozenz XI. starb am 12. August 1689 und hinterließ im Kollegium acht Vakanzen. Das Konklave zur Wahl seines Nachfolgers wurde am 23. August 1689 eröffnet, bis zur Ankunft der französischen Kardinäle einen Monat später (am 23. September 1689) kam es aber nicht zu signifikanten Abstimmungen. Die französischen Kardinale nahmen ab dem 28. September am Konklave teil. Die Bulle Aeterni Patris Filius Gregors XV. hatte festgelegt, dass für Wahlgänge zwei Drittel der Kardinäle anwesend sein müssen.
53 Kardinale nahmen am Konklave von 1689 teil, sieben davon kamen nicht aus Italien. Von den Italienern waren sieben aus dem Kirchenstaat. Innozenz’ Ernennungen waren generell nicht mit den weltlichen Herrschern abgestimmt, was sich in den jeweiligen Fraktionen widerspiegelte: fünf Franzosen, sieben aus dem Machtbereich der Habsburger (Spanien/Deutschland). Die Fraktion Squadrone Volante, die bei zwei vorangegangenen Konklaven 1655 und 1667 mit Geschick ihren Kandidaten durchgesetzt hatte, war jetzt kein Faktor mehr, da ihre Führungspersönlichkeiten Christina von Schweden und Dezio Azzolini im April bzw. Juni 1689 gestorben waren. Statt der Squadrone trat nun die Gruppe der Zelanti (Eiferer) auf, die danach trachtete, den besten Papst ohne Rücksicht auf politischen Bindungen zu wählen.
Francesco Maria de’ Medici übernahm Verantwortung für die Spanier, Rinaldo d’Este für die Franzosen. Flavio Chigi und Paluzzo Paluzzi Altieri degli Albertoni, die zuvor Fraktionen geführt hatten, vereinten ihre Kräfte aufgrund ihrer verminderten Anzahl und schlossen sich Benedetto Pamphilj und Medici an. Charles d’Albert d’Ailly, 3. Herzog von Chaulnes, agierte im Konklave mit d’Este und dem Marquis de Tore als Berater Ludwigs XIV. Medici wurde von Luis Francisco de la Cerda, dem spanischen Botschaften am Heiligen Stuhl, begleitet. Kaiser Leopold I. schickte Prinz Anton Florian von Liechtenstein als seinen Repräsentanten zum Konklave, da er mit der Vertretung durch Medici nicht zufrieden war. Liechtenstein wurde am 27. September vor den Toren des Konklaves empfangen, Chaulnes am 2. Oktober.
Raimondo Capizucchi und Gregorio Barbarigo waren die Favoriten in der frühen Phase des Konklave, sie wurden aber beide nicht gewählt. Am 20. September gab es Gerüchte, Barbarigo sei gewählt worden, es stellte sich aber heraus, dass er die Kardinäle darum gebeten hatte, nicht für ihn zu stimmen.

## Wahl Alexanders VIII.
Pietro Vito Ottoboni galt seit der Eröffnung des Konklaves als der qualifizierteste Kandidat, aber seine Unterstützer (Chigi und die Zelanti) bewegten sich vorsichtig, weil man erwartete, dass er Gegner haben würde, weil er Venezianer war. Chigi überzeugte schließlich Medici und Altieri, ebenfalls Ottoboni zu unterstützen. Er war nicht der vom Kaiser favorisierte Kandidat und Ludwig XIV. war anfangs sogar gegen seine Wahl, aber beide stimmten am Ende zu. Seine Unterstützer versprachen, dass er – im Gegensatz zu Innozenz XI. – die französischen Bischöfe bestätigen werde und dies war der letzte Schritt, um seine Wahl sicherzustellen. Ottoboni war bei der Eröffnung des Konklaves 79 Jahre alt – was ebenfalls als positiver Faktor für seine Wahl sprach.
Am 6. Oktober 1689 wurde Ottoboni von den 49 anwesenden Kardinälen einstimmig zum Papst gewählt. Er war der erste venezianische Papst seit mehr als zwei Jahrhunderten. Ottoboni hatte ursprünglich daran gedacht, den Papstnamen Urban zu Ehren von Urban VIII. anzunehmen, entschied sich dann aber für Alexander VIII. zu Ehren von Flavio Chigis Onkel an Alexander VII. an, da Chigi bei seiner Wahl geholfen hatte, aber auch wegen Papst Alexander III., der in Venedig populär war.

## Wahlberechtigte
Am Konklave nahmen 51 Kardinäle teil:
1. Pietro Ottoboni, Bischof von Porto-Santa Rufina, Subdekan des Hl. Kollegiums
2. Alderano Cibo, Bischof von Ostia und Velletri, Dekan des Hl. Kollegiums
3. Flavio Chigi, Bischof von Albano
4. Antonio Bichi, Bischof von Palestrina und Administrator von Osimo
5. Giacomo Franzoni, Bischof von Frascati
6. Francesco Maidalchini, Kardinalprotodiakon
7. Carlo Barberini
8. Gregorio Barbarigo, Bischof von Padua
9. Giannicolò Conti, Bischof von Ancona
10. Giulio Spinola, Bischof von Lucca, verließ das Konklave aus Gesundheitsgründen am 24. September
11. Giovanni Dolfin
12. Emmanuel Théodose de la Tour d’Auvergne
13. Niccolò Acciaiuoli
14. Carlo Cerri
15. Gasparo Carpegna
16. César d’Estrées
17. Pierre de Bonzi, Erzbischof von Narbonne
18. Vincenzo Maria Orsini, OP, Bischof von Benevent, später Papst Benedikt XIII.
19. Francesco Nerli, Erzbischof von Assisi
20. Girolamo Casanate
21. Federico Baldeschi Colonna
22. Galeazzo Marescotti, Bischof von Tivoli
23. Fabrizio Spada
24. Philip Thomas Howard, OP
25. Paluzzo Paluzzi Altieri degli Albertoni, Bischof von Sabina, Camerlengo
26. Giambattista Spinola
27. Antonio Pignatelli, Erzbischof von Neapel, später Papst Innozenz XII.
28. Savo Millini, Erzbischof von Orvieto
29. Federico Visconti, Erzbischof von Mailand
30. Raimondo Capizucchi, OP
31. Francesco Lorenzo Brancati di Lauria, OFMConv, Bibliothekar der Hl. Römischen Kirche
32. Urbano Sacchetti, Bischof von Viterbo und Toscanella
33. Gianfrancesco Ginetti, Erzbischof von Fermo
34. Benedetto Pamphilj, Präfekt der Signatur
35. Giacomo de Angelis
36. Opizio Pallavicini, Legat in Urbino
37. Marcantonio Barbarigo, Erzbischof von Montefiascone und Corneto
38. Carlo Stefano Anastasio Ciceri, Bischof von Como
39. Leopold Karl von Kollonitsch, Bischof von Győr
40. Pier Matteo Petrucci, CongOrat, Bischof von Iesi
41. Wilhelm Egon von Fürstenberg-Heiligenberg, Bischof von Straßburg
42. Jan Kazimierz Denhoff, Bischof von Cesena
43. José Sáenz de Aguirre, OSB
44. Leandro Colloredo, CongrOrat, Großpönitentiar
45. Fortunato Ilario Carafa della Spina, Bischof von Aversa
46. Domenico Maria Corsi, Bischof von Rimini und Legat in der Romagna
47. Gianfrancesco Negroni, Bischof von Faenza und Legat in Bologna, verließ das Konklave aus gesundheitlichen Gründen am 4. Oktober
48. Fulvio Astalli
49. Gasparo Cavalieri Erzbischof von Capua
50. Francesco Maria de’ Medici
51. Rinaldo d’Este

Beim Tod Innozenz XI. am 12. August 1689 bestand das Kardinalskollegium als 60 Kardinälen, von denen am 23. August 29 ins Konklave eintraten. Bedingt durch zahlreiche Erkrankungen während des Konklaves schwankte die Teilnehmerzahl, beim entscheidenden Wahlgang waren 49 Kardinäle anwesend.
Der Wahl ferngeblieben waren acht Kardinäle:
- Luis Manuel Fernández de Portocarrero, Erzbischof von Toledo
- Francesco Buonvisi, Bischof von Lucca, blieb in Wien
- Verissimo de Lencastre
- Marcello Durazzo, Bischof von Carpentras
- Étienne Le Camus, Bischof von Grenoble, hatte keine Erlaubnis von Ludwig XIV.
- Johann von Goëss, Bischof von Gurk, kam zu spät in Rom an
- Michael Stephan Radziejowski, Erzbischof von Gnesen
- Pedro de Salazar Gutíerrez de Toledo, Bischof von Córdoba

Angelo Maria Ranuzzi, Erzbischof von Bologna starb am 27. September bei der Anreise.
Die im Konklave anwesenden 51 Kardinäle stammten aus den Pontifikaten:
- 4 Kardinäle aus dem Pontifikat von Papst Innozenz X.
- 8 Kardinäle aus dem Pontifikat von Papst Alexander VII.
- 3 Kardinäle aus dem Pontifikat von Papst Clemens IX.
- 10 Kardinäle aus dem Pontifikat von Papst Clemens X.
- 26 Kardinäle aus dem Pontifikat von Papst Innozenz XI.